# Kai-Riesenratte
Die Kai-Riesenratte (Uromys siebersi) ist ein kaum erforschtes Nagetier aus der Gattung der Mosaikschwanz-Riesenratten. Die Art ist nur von einem Schädel und drei Exemplaren bekannt, die auf der Insel Kai Besar (Kai-Inseln) gesammelt wurden. Der Holotypus aus dem Jahr 1922 befindet sich im Natural History Museum und der Paratypus im Museum Zoologicum Bogoriense in Cibinong, Indonesien. Daneben existiert noch ein weiteres Exemplar im Museo Civico di Storia Naturale Giacomo Doria in Genua und ein Schädel im Museum für Naturkunde, Berlin. Sie ist nach dem Ornithologen Hendrik Cornelis Siebers benannt.

## Merkmale
Der Holotypus hat eine Kopf-Rumpf-Länge von 280 mm und eine Schwanzlänge von 84 mm. Die Condylobasallänge des Schädels beträgt 59,5 mm. Die charakteristischen Eigenschaften der Kai-Riesenratte sind ein sehr kurzer Schwanz, der stärker marmoriert ist, als der der Weißschwanzriesenratte (Uromys caudimaculatus), kleine spaltförmige Schneidezahnlöcher und ein auffällig gewölbter Schädel.

## Systematik
Der taxonomische Status der Kai-Riesenratte ist unklar. 1923 wurde sie von Oldfield Thomas als eigenständige Art beschrieben. Hans Rümmler (1938) und John Reeves Ellerman (1941) klassifizierten sie als Unterart der Weißschwanzriesenratte (Uromys caudimaculatus). Eleanor M. O. Laurie und John Edwards Hill synonymisierten sie 1954 mit der Unterart Uromys caudimaculatus aruensis. Tim Flannery und Colin Groves haben die Kai-Riesenratte in ihrer Revision der Gattung Uromys aus dem Jahr 1994 als Art mit unsicherem Status bewertet, da sie dieses Taxon keiner Unterart der Weißschwanzriesenratte zuordnen konnten. Die IUCN klassifiziert die Kai-Riesenratte in die Kategorie unzureichende Datenlage (data deficient).